# Kasserine Sud
La delegació o mutamadiyya de Kasserine Sud (àrab: معتمدية القصرين الجنوبية, muʿtamadiyyat al-Qaṣrīn al-Janūbiyya) és una delegació o mutamadiyya de Tunísia a la governació de Kasserine, formada pels barris al sud de la ciutat de Kasserine fins al Djebel Ettouila, al sud, el Djebel Selloum, a l'est, el Djebel Chambi, a l'oest, i el Djebel Semmama, al nord. Les delegacions de Kasserine Nord i Ezzouhour gairebé queden enclavades en aquesta delegació. Té uns 20.980 habitants segons el cens del 2004.

## Administració
La delegació o mutamadiyya, amb codi geogràfic 42 52 (ISO 3166-2:TN-12), està dividida en cinc sectors o imades:
- El Aouija (42 52 51)
- Boulhijet (42 52 52)
- Meghdoudech (42 52 53)
- Bouzguam (42 52 54)
- Eddoghra (42 52 55)
- Sidi Harreth (42 52 56)

Al mateix temps, forma part de la municipalitat o baladiyya de Kasserine (42 11).